# Приз за найкращу чоловічу роль (Каннський кінофестиваль)

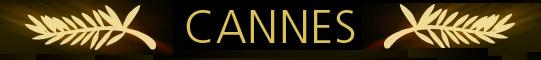
Емблема Каннського кінофестивалю

Приз найкращому актору (фр. Prix d'interprétation masculine) — нагорода, що вручається на Каннському кінофестивалі найкращому — на думку журі — виконавцеві чоловічої ролі у фільмах конкурсної програми. Перший раз нагорода вручалася у 1946 році.

## Лауреати
| Рік  | Фільм | Фото                     | Актор                                                           | Країна                  |
| ---- | --- | ------------------------ | --------------------------------------------------------------- | ----------------------- |
| 1946 | Загублений вікенд / The Lost Weekend                                                                                               |                          | Рей Мілланд                                                     | США                     |
| 1947 | Не вручали | Не вручали               | Не вручали                                                      | Не вручали              |
| 1948 | Фестиваль не проводився | Фестиваль не проводився  | Фестиваль не проводився                                         | Фестиваль не проводився |
| 1949 | Дім незнайомців / House of Strangers                                                                                               |                          | Едвард Г. Робінсон                                              | США                     |
| 1950 | Фестиваль не проводився | Фестиваль не проводився  | Фестиваль не проводився                                         | Фестиваль не проводився |
| 1951 | Версія Браунінга / The Browning Version                                                                                            |                          | Майкл Редгрейв                                                  | Велика Британія         |
| 1952 | Віва Сапата! / Viva Zapata! |                          | Марлон Брандо                                                   | США                     |
| 1953 | Плата за страх / Le Salaire De La Peur                                                                                             |                          | Шарль Ванель                                                    | Франція                 |
| 1954 | Не вручали | Не вручали               | Не вручали                                                      | Не вручали              |
| 1955 | Поганий день у Блек Році / Bad Day at Black Rock                                                                                   |                          | Спенсер Трейсі                                                  | США                     |
| 1955 | Велика родина / Большая семья |                          | Весь акторський склад                                           | СРСР                    |
| 1956 | Не вручали | Не вручали               | Не вручали                                                      | Не вручали              |
| 1957 | Долина миру / Dolina miru |                          | Джон Кіцміллер                                                  | США                     |
| 1958 | Довге спекотне літо / The Long, Hot Summer                                                                                         |                          | Пол Ньюман                                                      | США                     |
| 1959 | Насильство / Compulsion |                          | Бредфорд Діллман Дін Стоквелл Орсон Уеллс                       | США                     |
| 1960 | Не вручали | Не вручали               | Не вручали                                                      | Не вручали              |
| 1961 | Чи любите ви Брамса? / Goodbye Again (Aimez Vous Brahms?)                                                                          |                          | Ентоні Перкінс                                                  | США                     |
| 1962 | Довгий день йде геть у ніч / Long Day's Journey Into Night                                                                         |                          | Дін Стоквелл Джейсон Робардс Ральф Річардсон                    | США                     |
| 1962 | Смак меду / A Taste of Honey |                          | Мюррей Мелвін                                                   | Велика Британія         |
| 1963 | Таке спортивне життя / This Sporting Life                                                                                          |                          | Річард Гарріс                                                   | Велика Британія         |
| 1964 | Жайворонок / Alouette |                          | Антал Пагер                                                     | Угорщина                |
| 1964 | Спокушена і покинута / Sedotta e abbandonata                                                                                       |                          | Саро Урці                                                       | Італія                  |
| 1965 | Колекціонер / The Collector |                          | Теренс Стемп                                                    | Велика Британія         |
| 1966 | Голод / Sult |                          | Пер Оскарссон                                                   | Швеція                  |
| 1967 | Три дні і дитина / שלושה ימים וילד                                                                                                 |                          | Одед Котлер                                                     | Ізраїль                 |
| 1968 | Фестиваль не проводився | Фестиваль не проводився  | Фестиваль не проводився                                         | Фестиваль не проводився |
| 1969 | Дзета / Z |                          | Жан-Луї Трентіньян                                              | Франція                 |
| 1970 | Драма ревнощів / Dramma della gelosia — tutti i particolari in cronaca                                                             |                          | Марчелло Мастроянні                                             | Італія                  |
| 1971 | Сакко і Ванцетті / Sacco e Vanzetti                                                                                                |                          | Рікардо Куччіолла                                               | Італія                  |
| 1972 | Ми не постаріємо разом / Nous ne vieillirons pas ensemble                                                                          |                          | Жан Янн                                                         | Франція                 |
| 1973 | Фільм про кохання та анархію / Film d'amore e d'anarchia, ovvero stamattina alle 10 in Via dei Fiori nella nota casa di tolleranza |                          | Джанкарло Джанніні                                              | Італія                  |
| 1974 | Останній наряд / The Last Detail                                                                                                   |                          | Джек Ніколсон                                                   | США                     |
| 1975 | Запах жінки / Profumo di donna |                          | Вітторіо Гассман                                                | Італія                  |
| 1976 | Паскуаль Дуарте / Pascual Duarte                                                                                                   |                          | Хосе Луїс Гомес                                                 | Іспанія                 |
| 1977 | Еліза, життя моє / Elisa, vida mía                                                                                                 |                          | Фернандо Рей                                                    | Іспанія                 |
| 1978 | Повернення додому / Coming Home |                          | Джон Войт                                                       | США                     |
| 1979 | Китайський синдром / The China Syndrome                                                                                            |                          | Джек Леммон                                                     | США                     |
| 1980 | Стрибок у порожнечу / Salto nel vuoto                                                                                              |                          | Мішель Пікколі                                                  | Франція                 |
| 1981 | Трагедія смішної людини / La Tragedia Di Un Uomo Ridicolo                                                                          |                          | Уго Тоньяцці                                                    | Італія                  |
| 1982 | Зниклий безвісти / Missing |                          | Джек Леммон                                                     | США                     |
| 1983 | Смерть Маріо Річчі / La Mort de Mario Ricci                                                                                        |                          | Джан Марія Волонте                                              | Італія                  |
| 1984 | Святі невинні / Los santos inocentes                                                                                               | [[Файл:\|100px\|center]] | Альфредо Ланда Франсіско Рабаль                                 | Іспанія                 |
| 1985 | Поцілунок жінки-павука / Kiss Of The Spider Woman                                                                                  |                          | Вільям Герт                                                     | США                     |
| 1986 | Вечірня сукня / Tenue de soirée |                          | Мішель Блан                                                     | Франція                 |
| 1986 | Мона Ліза / Mona Lisa |                          | Боб Хоскінс                                                     | Велика Британія         |
| 1987 | Очі чорні |                          | Марчелло Мастроянні                                             | Італія                  |
| 1988 | Птах / Bird |                          | Форест Вітакер                                                  | США                     |
| 1989 | Секс, брехня і відео / Sex, Lies, and Videotape                                                                                    |                          | Джеймс Спейдер                                                  | США                     |
| 1990 | Сірано де Бержерак / Cyrano De Bergerac                                                                                            |                          | Жерар Депардьє                                                  | Франція                 |
| 1991 | Бартон Фінк / Barton Fink |                          | Джон Туртурро                                                   | США                     |
| 1992 | Гравець / The Player |                          | Тім Роббінс                                                     | США                     |
| 1993 | Оголені / Naked |                          | Девід Тьюліс                                                    | Велика Британія         |
| 1994 | Жити / 活着 |                          | Ге Ю                                                            | КНР                     |
| 1995 | Керрінгтон / Carrington |                          | Джонатан Прайс                                                  | Велика Британія         |
| 1996 | День восьмий / Le huitième jour |                          | Даніель Отей Паскаль Дюкуенн                                    | Франція Бельгія         |
| 1997 | Вона прекрасна / She's So Lovely                                                                                                   |                          | Шон Пенн                                                        | США                     |
| 1998 | Мене звати Джо / My Name Is Joe |                          | Пітер Маллан                                                    | Велика Британія         |
| 1999 | Людяність / L'humanité |                          | Еммануель Шотте                                                 | Франція                 |
| 2000 | Любовний настрій / 花樣年華 |                          | Тоні Люн Чу Вай                                                 | Гонконг                 |
| 2001 | Піаністка / La Pianiste |                          | Бенуа Мажимель                                                  | Франція                 |
| 2002 | Син / Le Fils |                          | Олів'є Гурме                                                    | Бельгія                 |
| 2003 | Відчуження / Uzak |                          | Музаффер Оздемір, Емін Топрак                                   | Туреччина               |
| 2004 | Ніхто не дізнається / 誰も知らない                                                                                                 |                          | Юя Ягіра                                                        | Японія                  |
| 2005 | Три могили / The Three Burials of Melquiades Estrada                                                                               |                          | Томмі Лі Джонс                                                  | США                     |
| 2006 | Патріоти / Indigènes |                          | Самі Насері Жамель Деббуз Рошді Зем Самі Буажила Бернар Бланкан | Франція                 |
| 2007 | Вигнання / Изгнание |                          | Константин Лавроненко                                           | Росія                   |
| 2008 | Че / Guerrilla |                          | Бенісіо дель Торо                                               | Пуерто-Рико             |
| 2009 | Безславні виродки / Inglourious Basterds                                                                                           |                          | Крістоф Вальц                                                   | Австрія                 |
| 2010 | Б'ютифул / Biutiful |                          | Хав'єр Бардем                                                   | Іспанія                 |
| 2010 | Наше життя / La nostra vita |                          | Еліо Джермано                                                   | Італія                  |
| 2011 | Артист / The Artist |                          | Жан Дюжарден                                                    | Франція                 |
| 2012 | Полювання / Jagten |                          | Медс Міккельсен                                                 | Данія                   |
| 2013 | Небраска / Nebraska |                          | Брюс Дерн                                                       | США                     |
| 2014 | Містер Тернер / Mr. Turner |                          | Тімоті Сполл                                                    | Велика Британія         |
| 2015 | Закон ринку / La loi du marché |                          | Венсан Ліндон                                                   | Франція                 |
| 2016 | Комівояжер / فروشنده‎ |                          | Сахаб Хоссейні                                                  | Іран                    |
| 2017 | Тебе ніколи тут не було / You Were Never Really Here                                                                               |                          | Хоакін Фенікс                                                   | США                     |
| 2018 | Догмен / Dogman |                          | Марчелло Фонте                                                  | Італія                  |
| 2019 | Біль та слава / Dolor y gloria |                          | Антоніо Бандерас                                                | Іспанія                 |
| 2021 | Нітрам / Nitram |                          | Калеб Лендрі Джонс                                              | США                     |
| 2022 | Брокер / 브로커 |                          | Сон Кан Хо                                                      | Південна Корея          |
| 2023 | Ідеальні дні / Perfect Days |                          | Кодзі Якусьо                                                    | Японія                  |
| 2024 | Види милосердя / Kinds of Kindness                                                                                                 |                          | Джессі Племенс                                                  | США                     |
| 2025 | Таємний агент / O Agente Secreto                                                                                                   |                          | Вагнер Моура                                                    | Бразилія                |

## Неодноразові переможці в номінації
- Італія Марчелло Мастроянні (1970, 1987)
- США Джек Леммон (1979, 1982)
- США Дін Стоквелл (1959, 1962)